# Leposoma parietale
Espèce
Synonymes
- Mionyx parietale Cope, 1885

Statut de conservation UICN

 LC  : Préoccupation mineure
Leposoma parietale est une espèce de sauriens de la famille des Gymnophthalmidae.

## Répartition
Cette espèce se rencontre en Colombie, au Venezuela au Táchira, en Équateur et au Pérou.
Sa présence au Brésil est incertaine.

## Publication originale
- Cope, 1885 : Catalogue of the Species of Batrachians and Reptiles contained in a collection made at Pebas, Upper Amazon, by John Hauxwell. Proceedings of the American Philosophical Society, vol. 23, p. 94-103 (texte intégral).